# سیارک ۱۲۰۹۳
سیارک ۱۲۰۹۳ (به انگلیسی: 12093 Chrimatthews، نامگذاری:1998HF99) دوازده هزار و نود و سومین سیارک کشف شده‌است که در ۲۱ آوریل ۱۹۹۸ کشف شد.
قدر مطلق سیارک برابر ۱۲.۹ است.